# 古いお寺にただひとり
「古いお寺にただひとり」（ふるいおてらにただひとり）は、1972年9月25日に発売された、チェリッシュの通算4枚目のシングル。

## 解説
- チェリッシュのシングルとしては作詞家・山上路夫、作曲家・鈴木邦彦、編曲家・青木望が初めてそれぞれ担当する。
- オリコンチャートにおいては週間最高19位、シングル売上枚数は10.6万枚を記録した[1]。

## 収録曲
- 両楽曲共に、作詞：山上路夫／作曲：鈴木邦彦／編曲：青木望

1. 古いお寺にただひとり（3分30秒）
2. 落葉の喫茶店（3分30秒）

## 楽曲の収録アルバム
- チェリッシュ・ベスト・コレクション
- スーパー･デラックス
- チェリッシュ・ライブ

など